# Regola di Sarrus
In matematica, in particolare in algebra lineare, la regola di Sarrus è un metodo mnemonico per ricordare la formula del determinante di una matrice quadrata {\displaystyle 3\times 3}. Prende il nome dal matematico francese Pierre Frederic Sarrus.
La regola di Sarrus non si estende a matrici di ordine maggiore.

## La regola

Calcolo del determinante di una matrice tramite un metodo equivalente alla regola di Sarrus.

La regola di Sarrus è un caso particolare di questa formula del determinante:
{\displaystyle \det(A):=\sum _{\sigma \in S_{n}}\operatorname {sgn}(\sigma )\prod _{i=1}^{n}a_{i,\sigma (i)}}
Nella formula, {\displaystyle S_{n}} è l'insieme di tutte le permutazioni {\displaystyle \sigma } dell'insieme numerico {\displaystyle \{1,2,\ldots ,n\}} e {\displaystyle \operatorname {sgn}(\sigma )} denota il segno della permutazione ({\displaystyle +1} se {\displaystyle \sigma } è una permutazione pari, {\displaystyle -1} se è dispari).
In particolare:
- Se {\displaystyle n=3}, si ottiene:[2]

{\displaystyle \det(A):=a_{1,1}a_{2,2}a_{3,3}+a_{1,3}a_{2,1}a_{3,2}+a_{1,2}a_{2,3}a_{3,1}-a_{1,3}a_{2,2}a_{3,1}-a_{1,1}a_{2,3}a_{3,2}-a_{1,2}a_{2,1}a_{3,3}\ }
Visto più semplicemente: 
Il determinante 
{\displaystyle \det {\begin{pmatrix}a&b&c\\d&e&f\\g&h&i\end{pmatrix}}=aei+bfg+cdh-gec-hfa-idb,}
può essere espresso tramite somme e differenze dei prodotti dei termini sulle 6 "diagonali continue" della matrice.
Ripetendo infatti a destra della matrice le sue prime due colonne
{\displaystyle {\begin{pmatrix}a&b&c\\d&e&f\\g&h&i\end{pmatrix}}{\begin{matrix}a&b\\d&e\\g&h\end{matrix}}}
i prodotti dei termini sulle 3 "diagonali" che partono dall'alto a sinistra (diagonali principali) sono rispettivamente {\displaystyle aei}, {\displaystyle bfg} e {\displaystyle cdh}, mentre i prodotti dei termini sulle 3 "diagonali" che partono dal basso a sinistra (diagonali secondarie) sono {\displaystyle gec}, {\displaystyle hfa} e {\displaystyle idb}.
Il determinante della matrice è pari alla differenza tra la somma dei primi tre e quella degli ultimi tre:
{\displaystyle aei+bfg+cdh-gec-hfa-idb\,\!}
Mnemonicamente e computazionalmente può essere utile notare che, utilizzando le prime nove lettere dell'alfabeto, gli elementi sulla diagonale sono vocali mentre tutti gli altri sono consonanti, tale controllo è un'utile riprova, soprattutto quando si utilizza tale regola per costruire un polinomio caratteristico.